# Аристархов Максим Юрійович
Максим Аристархов (рос. Макси́м Ю́рьевич Ариста́рхов; нар. 9 березня 1980, Калуга, РРФСР) — російський футболіст, нападник. Дебютував у вищій лізі в 2000 році.

## Життєпис
Аристархов родом з Калуги, там і почав займатися футболом. Перший тренер — М. І. Стриков. За команду місцевого ДЮСШ виступав до 17 років, після чого привернув увагу тренерів юнацької, а потім і молодіжної збірної Росії. У 1997 році прийняв пропозицію приєднатися до дублю московського «Торпедо». «Чорно-білий» період у кар'єрі Максима в результаті так і залишився найуспішнішим. Надалі Аристархов часто змінював клуби, виступаючи не тільки в Росії, але й в Україні. Однак з категорії «перспективних» він зміг перейти лише до категорії «ті, що не реалізували себе в повній мірі».
Завершив свою професійну кар'єру в 2011 році в команді другого дивізіону з міста Губкін (Бєлгородська область).

## Досягнення
- Прем'єр-ліга
  -  Бронзовий призер (1): 2000

- Другий дивізіон чемпіонату Росії
  -  Чемпіон (1): 2008 (зона «Урал-Поволжя»)

- Кубок України
  -  Фіналіст (1): 2005/06[3].